# Brendan Perry
Brendan Michael Perry (nascido em 30 de junho de 1959 em Whitechapel, Londres) é um multi-instrumentalista mais conhecido por seu trabalho de vocalista na banda Dead Can Dance, acompanhado por Lisa Gerrard a outra vocalista da banda.

## História

### The Scavengers e The Marching Girls (1977-1980)
Apesar de agora ser primeiramente conhecido em seu trabalho na banda Dead Can Dance, as primeiras correrias musicais de Brendan Perry estavam em estilos marcadamente diferentes. Em 1977, Brendan Perry foi um destacado membro da banda de punk rock da Nova Zelândia, a The Scavengers, trabalhando sobre o pseudônimo de Ronnie Recent. Brendan Perry iniciou como baixista, já preparado para se tornar um vocalista principal de uma banda após uma mudança em 1978. Em 1979 a banda foi para Melbourne e mudou seu nome The Marching Girls. Brendan Perry deixou a banda em 1981. O trabalho de Brendan Perry com estas duas bandas podem ser encontrados em um álbum compilado, o "AK79", e em uma compilação dos singles dos Scavengers que foi lançada em CD. Os Scavengers estavam vistos como semelhantes aos The Buzzcocks, com a canção co-escrita de Brendan Perry, "Mysterex", sendo vista como uns dos melhores e mais distintivos singles de punk rock do país. As Marching Girls também chegou às paradas de sucesso da Nova Zelândia em 1980 com "True Love".

### Dead Can Dance (1981-1984)
Dead Can Dance originalmente foi formada como um quarteto em 1981, em Melbourne, com Brendan Perry, Simon Monroe — ex-intergrante da banda Marching Girls assim com Brendan Perry —, o baixista Paul Erikson e Lisa Gerrard. Em 1982, Dead Can Dance moveu-se para Londres, deixando Simon Monroe na Austrália. Peter Ulrich desejava participar das primeiras demonstrações da banda, concertos e gravações. Paul Erikson rapidamente deixou a banda para voar de volta para a Austrália, deixando a banda como um dueto. A banda gravou oito álbuns, gravados pela 4AD Records, começou com o auto-intitulado álbum Dead Can Dance, lançado em fevereiro de 1984.

### Carreira solo (1998-2008)
Em 1999, Brendan Perry lançou seu álbum solo "Eye of the Hunter", também pela 4AD Records. O álbum contém canções escritas por ele próprio, bem como um cover de uma canção de Tim Buckley, a "I Must Have Been Blind". Brendan Perry também desejou mais dois covers de Tim Buckley, o "Happy Time" e "Dream Letter".
Um segundo álbum, à ser nomeado como "Zun Zun, foi sendo continuamente adiado; nada foi informado sobre este desde 2003.
Por volta de 2001, Brendan Perry fez uma música para o filme "Mushin" feito por Graham Wood, em que eles elaboraram o gráfico de capa para o álbum compilado de 1981 à 1998 e o álbum Wake.
De 2000 à 2005, Brendan Perry com seu irmão Robert, foram em oficinas de afro-cubanos e do Oeste Africano à procura de percussão manual em Quivvy Church. Brendan Perry também realizou aulas grátis de percussão para os residentes desta localidade. Ele também organizou um festival de samba, em que simulava a presença dos alunos em uma escola de samba.
Brendan Perry anunciou o fim de seus contrato com a 4AD Records em setembro de 2008, e informou o lançamento de seu novo álbum em 2009, o "Ark". Conforme uma resposta feita por Brendan Perry para um comentário em seu blog no MySpace, o novo álbum será muito diferente de "Eye of the Hunter", notavelmente porque irá ter uma característica mais metal com guitarras elétricas. "Utopia", uma demonstração de uma canção que será incluída no próximo álbum já pode ser apreciada no seu blog no MySpace.

## Discografia

### Álbuns de estúdio
- "The scavengers"
- "AK79"
- "Eye of the Hunter"

### Participações
- Opera Multi Steel: Stella obscura (CD, "Du chant des elfes")
- "The 13 Year Itch" (compitação da 4AD Records, "Happy time", 1993)
- Elijah's Mantle: Angels of perversity (1993, "Paradis IAC" & "Quem  di dilicunt -part two")
- "Hector Zazou: Songs from the cold seas" (1994, "Annuka suaren neito" e "Adventures in the Scandinavian skin trade")
- "Rare on Air" (compilação da KCRW Records, 1994)
- "CoEx: Synaesthesia" (1995, "Chant of Amergin")
- "Hector Zazou & Harold Budd: Glyph" (1995, "Around the corner from everywhere")
- "Hector Zazou: Lights in the dark" ("Gol na dtrí Muire", "In ainm an athar le bua" e "Caoine Mhuire" )
- "Barbara Gogan & Hector Zazou: Made on Earth" (1997, "True love")
- "Sunset Heights" (1997, trilha sonora feita por Brendan Perry)
- "Greenwood voice of the celtic myth" (compilação "Balor's song", 1997)
- "Peter Ulrich: Pathways and dawns" (programãção e sequencia, guitarras, sanfonas de corda e flautas irlandesas feitas por Brendan Perry)
- "Sing a Song for You" (Tim Buckley tribute album,"Dream letter" 2000)
- "Zoar: Clouds without water" (2003, "Winter wind" e "Wakeworld")